# Bernard Möller
Johann Bernard Wilhelm Maria (Ben) Möller (Rotterdam, 31 oktober 1923 – Groningen, 26 april 1999) was sinds 24 juli 1949 priester en vanaf 28 juni 1969 tot aan zijn overlijden dertig jaar later bisschop van het bisdom Groningen.

## Jeugd en opleiding
Ben Möller was de zoon van Wilhelmus Maria Möller, een winkelier, en Gertrude Marie Geniets.  Hij was slechts enkele maanden oud toen hij met zijn ouders van Rotterdam naar Utrecht verhuisde, waar zijn vader een schoenenzaak dreef. Het gezin Möller telde zes kinderen (een broer en vier zusters).
Na de lagere St. Gregoriusschool, een jongensschool van de fraters van Utrecht, vertrok hij op twaalfjarige leeftijd naar Apeldoorn, waar hij het aartsbisschoppelijke kleinseminarie bezocht.  Möller studeerde vanaf 1942 naast filosofie en theologie, kerkgeschiedenis eerst op het grootseminarie Rijsenburg, dat vanwege de oorlogsomstandigheden inmiddels van Driebergen naar kasteel Keppel in de Achterhoek was verplaatst.  In Rijsenburg behoorde de latere kardinaal Alfrink vanaf het begin tot zijn docenten.

## Priester en docent
Op 24 juli 1949 werd hij tot priester gewijd. Hij studeerde verder van 1949 tot 1952 aan de Katholieke Universiteit Leuven moderne wijsbegeerte en aan het Angelicum in Rome middeleeuwse filosofie; daar promoveerde hij op 6 mei 1952 in de filosofie op het proefschrift Het onstoffelĳke als voorwerp van de metaphysica. Een kritische studie naar aanleiding van In Boethium q.5,a.4, een thema uit de Summa Theologica van de 13de-eeuwse wijsgeer Thomas van Aquino. Na een jaar kapelaan geweest te zijn in de St. Johannesparochie in Wageningen werd hij op 21 augustus 1953 tot docent filosofie aangesteld in Dijnselburg, Zeist, de eerste twee jaar van het grootseminarie, in Rijsenburg, Driebergen - het waren de gloriejaren van de priesterroepingen. Uiteindelijk werd hij in 1962 ook president van Dijnselburg. De rijke jaren voor de priesterroepingen waren inmiddels voorbij.  In 1967 volgde zijn benoeming tot de eerste rector van de Katholieke Theologische Hogeschool Utrecht, waarbinnen de filosofische en de theologische tak van de priesterstudie – dat wil zeggen ‘Dijnselburg’ en ‘Rijsenburg’ – inmiddels waren samengebracht.

## Bisschop
Op 21 mei 1969 werd hij tot bisschop van Groningen benoemd.  Möllers bisschopswijding in Zuidlaren op 28 juni 1969 had een opvallend tintje, onder meer omdat hij zich een houten herdersstaf liet overhandigen in plaats van de normale bisschopsstaf uit zilver- en edelsmeedwerk.  Als wapenspreuk had de nieuwe bisschop ‘Pax et Bonum’ – door hem zelf vertaald als ‘Vrede en Vreugde’ – gekozen.  Hij werd bisschop in een uiterst roerige tijd. Er manifesteerde zich binnen de katholieke Nederlandse kerkprovincie een krachtige neo-modernistische stroming die in deze jaren het beeld van de Nederlandse Kerk domineerde. Tegen die achtergrond moet ook hij geplaatst worden. De seminaries waren in deze jaren meestentijds progressieve instellingen.
Möller zou zich als bisschop gematigd opstellen. De Diocesane Pastorale Raad van het bisdom had onder zijn bewind zelfs een minder dominante en medebeslissende positie dan onder Möllers voorganger Petrus Antonius Nierman. Wel gaf Möller ruimte aan zowel mannelijke als vrouwelijke pastorale werkers. Tegen het einde van zijn bestuur -daartoe gedwongen door een zeer ernstig priestertekort- vroeg Möller in Rome zelfs verruiming van hun bevoegdheden aan (zoals het getuige zijn bij het kerkelijk huwelijk en toediening van de ziekenzalving). Rome willigde Möllers verzoeken daartoe niet in.
Bij het bereiken van de 75-jarige leeftijd in 1998 vroeg Möller – op dat moment de langstzittende Nederlandse bisschop – zoals gebruikelijk ontslag uit zijn functie. Vanuit Rome kwam het verzoek aan te blijven totdat een opvolger zou zijn benoemd.  Möller had een zwakke gezondheid. Onder meer onderging hij een niertransplantatie. In het ziekenhuis werd de filosoof in Möller na jaren van bisschop-zijn weer wakker: opgewekt zei hij dat hij nu weer eindelijk tijd had om heel Martin Heideggers Sein und Zeit te gaan lezen. Complicaties na die operatie leidden uiteindelijk tot zijn overlijden op 26 april 1999, nog voor een opvolger voor het bisdom bekend kon worden gemaakt. Een eminent geleerde - onder de Nederlandse bisschoppen was hij dé expert op het terrein van de ethica - en geliefd bisschop ging heen. Hij werd begraven op het R.K. Kerkhof in Groningen.

## Pastorale brieven
- De Vrede van Christus (1977)
- Vorming tot geloven (1978)
- De taak van christenen (1979)
- Kerk als gemeenschap (1981)
- Gedachten over de Heilige Geest (1982)
- Waar de Geest is, is vrijheid (1984)
- De viering van de zondag (1986)
- Katechese in de parochie: kansen voor de toekomst (1987)
- Deelname aan oecumene: een pastorale hoofdzaak (1988)
- Opvoeden tot geloven (1990)
- De zorg voor zieken in de huidige cultuur (1996)
- De organisatie van het professionele pastoraat (1998)